# Peru

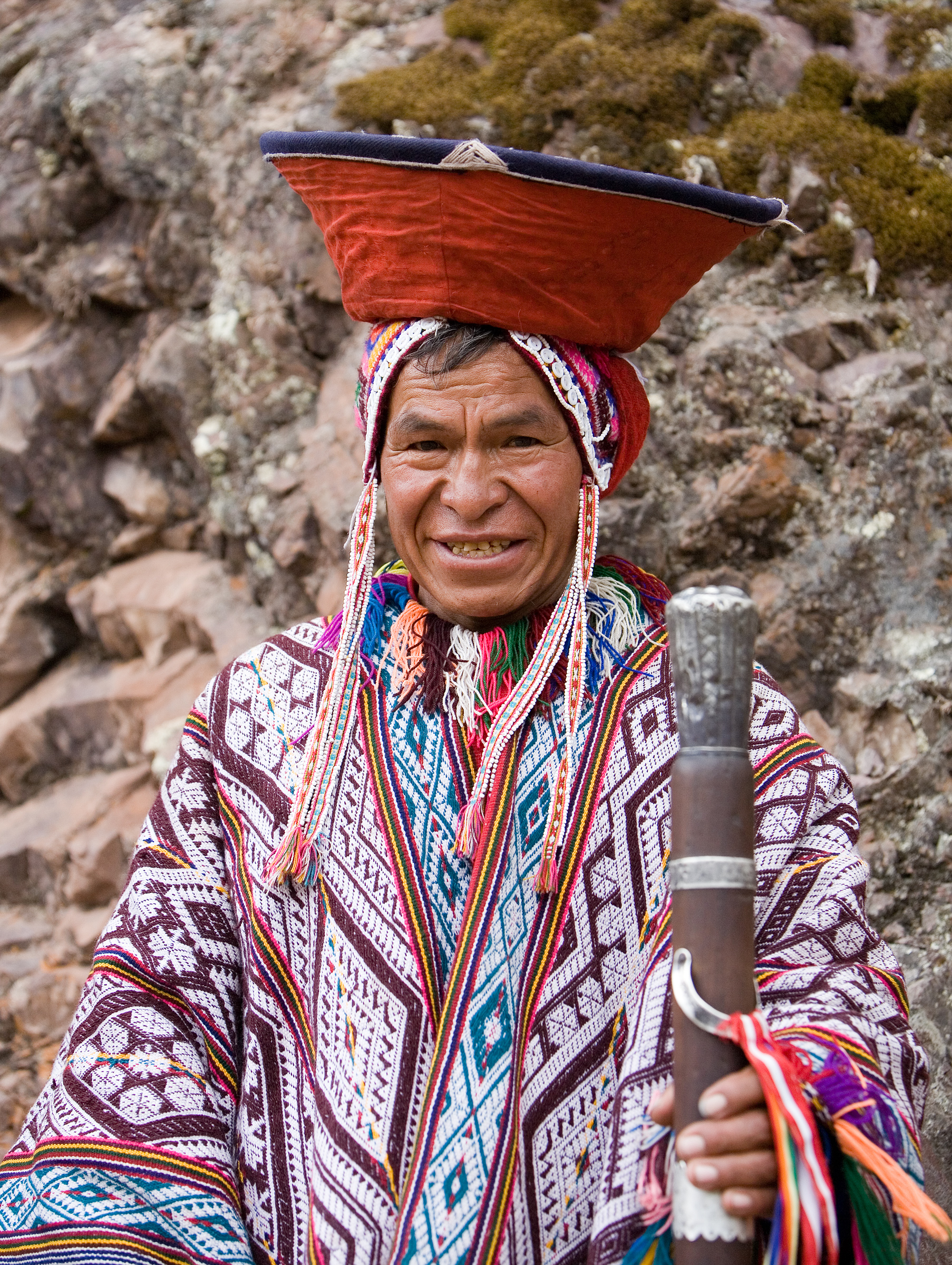
Een inwoner van de Andes in traditioneel gewaad, nabij het Peruaanse dorpje Písac

Peru (Spaans: Perú; Quechua en Aymara: Piruw), officieel de Republiek Peru (Spaans: República del Perú), is een land aan de westkust van Zuid-Amerika. Het wordt begrensd door Ecuador en Colombia in het noorden, Brazilië in het oosten van Peru, Bolivia in het zuidoosten, Chili in het zuiden en de Grote Oceaan in het westen.

## Geschiedenis

Machu Picchu

Voor de komst van de Spaanse veroveraars was Peru het hart van het rijk van de Inca's, waarvan Cuzco de hoofdstad was. Tussen de verovering in 1572 en de onafhankelijkheid in 1821 werd het land door Spanje bestuurd. Vanaf die tijd werd Peru afwisselend door militaire en burgerregeringen bestuurd. Ook wisselden dictators en democratische regeringen elkaar af.

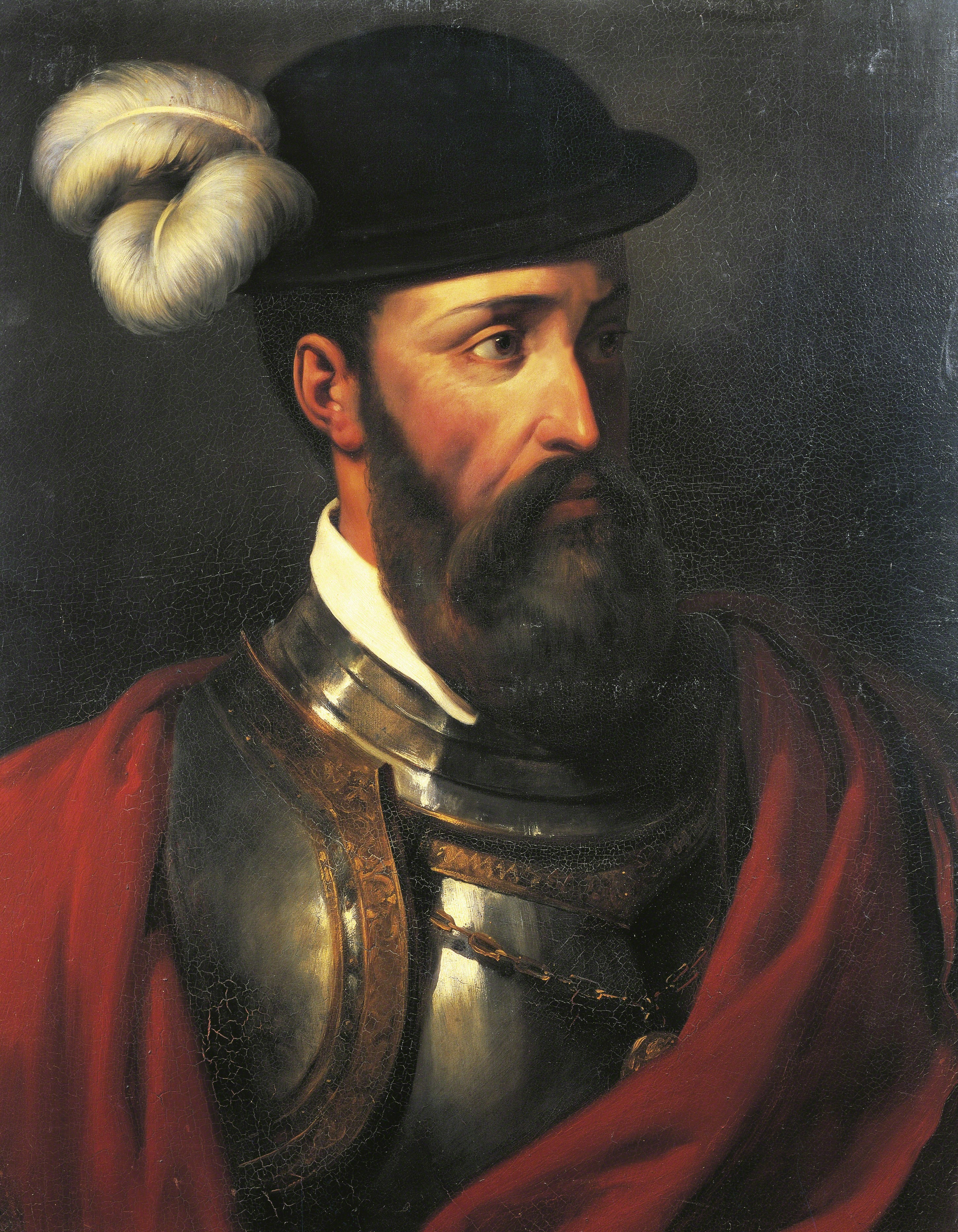
Francisco Pizarro

Tussen 1836 en 1839 vormde Peru een confederatie met Bolivia. Van 1864 tot 1866 heeft Peru oorlog gevoerd met Spanje over de Peruaanse guano-eilanden (de Ballestaseilanden). Spanje had namelijk een van deze eilanden bezet, maar daar was Peru het niet mee eens. In deze oorlog won Peru, mede dankzij de hulp van Ecuador, Bolivia en Chili.
Peru heeft met Bolivia oorlog gevoerd tegen Chili tussen 1879 en 1883, de zogeheten Salpeteroorlog. Chili viel namelijk de kuststrook van Peru binnen en bezette de woestijn, waar veel kostbaar zout te vinden was. Peru verloor deze oorlog en moest twee provincies aan Chili afstaan.
Van 1980 tot 1992 ging de Peruaanse bevolking gebukt onder de gewelddadige acties van de maoïstische terreurbeweging Lichtend Pad, die als doel had de bestaande orde omver te werpen. De brute willekeur waarmee dit gepaard ging heeft aan zeker dertigduizend mensen het leven gekost en voor een geschatte 29,5 miljard euro aan materiële schade aangericht. De manifestatie van Lichtend Pad vormde in de twintigste eeuw de grootste rem op de ontwikkeling van Peru, totdat de leiding in 1992 gevangen werd gezet.

## Geografie
Peru ligt in Zuid-Amerika ten zuiden van de evenaar.

### Fysieke kenmerken
Peru heeft drie landschapsvormen. De eerste is het Amazonelaagland, La selva. In het tropische regenwoud heersen hoge temperaturen (boven 23 °C) en veel neerslag. Het regenwoud is verdeeld in laaglanden onder de 700 meter en nevelwoud vanaf 700 meter. Het nevelwoud heeft een subtropisch klimaat met heftige regenbuien van november tot maart. In de zomermaanden kent het regenwoud de meeste zon. De selva beslaat ongeveer de helft van de oppervlakte van het land, maar minder dan 10% van de bevolking woont hier.
In de laaglanden kent men twee verschillende seizoenen. Allereerst is er het droge seizoen (van april tot oktober), met temperaturen boven de 35 °C. Tijdens deze maanden zakt het waterpeil van de rivieren en zijn de wegen in redelijke staat. Het regenseizoen loopt van november tot maart. In deze periode regent het minimaal eenmaal per dag keihard. De modderige wegen maken het over land reizen in deze gebieden moeilijk.
De tweede landschapsvorm is La costa, het kustgebied. La costa bestaat vooral uit steen en zandwoestijn (de Atacama) en ligt ingeklemd tussen de Stille Oceaan en de uitlopers van de Andes. Het is er fris (gem. 14 °C), behalve in het noorden. De warmste maanden zijn december, januari en februari. Het regent er bijna nooit. Van mei tot half september hangt er een hardnekkige mist (garúa) waardoor men niet kan zwemmen. Want de Humboldtstroom (of Perustroom), een koude zeestroom in de Stille Oceaan, koelt het water sterk af. De kustlijn is 2000 km lang, van Chili tot Ecuador.
Door de verstedelijking - en vooral door de groei van de bevolking van de hoofdstad Lima - woont daar ongeveer de helft van de bevolking van het land. Landbouw kan alleen worden bedreven in de dalen van de in de Andes ontspringende riviertjes, waar irrigatie mogelijk is.
Tot slot is er La sierra, het bergland tussen de kuststrook en het oerwoud. Het heeft een ontoegankelijk reliëf met lage of betrekkelijk lage temperaturen. Toch woonde hier van oudsher het grootste deel van de bevolking. Dat is minder geworden door de verstedelijking, maar het gebied herbergt alsnog ca. 40 % van alle Peruanen, die in grote meerderheid indiaans zijn. Hier zijn de warmste maanden ook de regenmaanden: december tot april. Het Hoogland van Bolivia is na het Tibetaans Hoogland de hoogste vlakte van de wereld. Daar ligt ook het Titicacameer. Het regenseizoen ligt tussen december en maart. Peru telt in totaal 37 bergtoppen die de grens van 6000 meter overschrijden. De hoogste is de Nevado Huascarán (6768 m).
De rivier de Amazone ontspringt in de Peruaanse Andes en mondt uit in Noord-Brazilië. De rivier is ongeveer 6000 km lang, waarvan 713 km in Peru. Het stroomgebied strekt zich uit over een oppervlakte van zes miljoen vierkante kilometer. De rivieren met de grootste lengte binnen Peru zijn de Ucayali (1771 km), de Marañón (1414 km) en de Putumayo (1380 km). Het Titicacameer is op 3812 m hoogte het hoogste bevaarbare meer ter wereld en met een oppervlakte van 8340 km² en is na het Maracaibomeer in Venezuela, het grootste meer van Zuid-Amerika. Dwars door het meer loopt de grens met Bolivia. Andere grote meren in Peru zijn het Junínmeer en het Parónmeer.
Peru telt een aantal vulkanen. De voornaamste vulkanen in Peru zijn de Ampato, de Misti, de Ubinas, de Coropuna, de Chachani en de Sabancaya.

### Bestuurlijke indeling
Sinds de wet van 18 november 2002 zijn de departementen van Peru regio's geworden. Er zijn 25 regio's (regiones; enkelvoud: región) en de provincie Lima. De Peruaanse regio's zijn opgedeeld in 194 provincies (provincias), die op hun beurt in 1821 districten (distritos) zijn onderverdeeld.
De 25 regio's van Peru zijn, in alfabetische volgorde:
- Amazonas
- Áncash
- Apurímac
- Arequipa
- Ayacucho
- Cajamarca
- Callao
- Cuzco
- Huancavelica
- Huánuco
- Ica
- Junín
- La Libertad
- Lambayeque
- Lima
- Loreto
- Madre de Dios
- Moquegua
- Pasco
- Piura
- Puno
- San Martín
- Tacna
- Tumbes
- Ucayali

### Steden
De hoofdstad is Lima. Enkele andere plaatsen in Peru zijn:
- Arequipa
- Cajamarca
- Caral
- Cuzco
- Chiclayo
- Ica
- Iquitos
- Pisco
- Trujillo
- Piura
- Huacho
- Huánuco
- Tacna
- Huaraz
- Juliaca
- Callao

## Flora en fauna

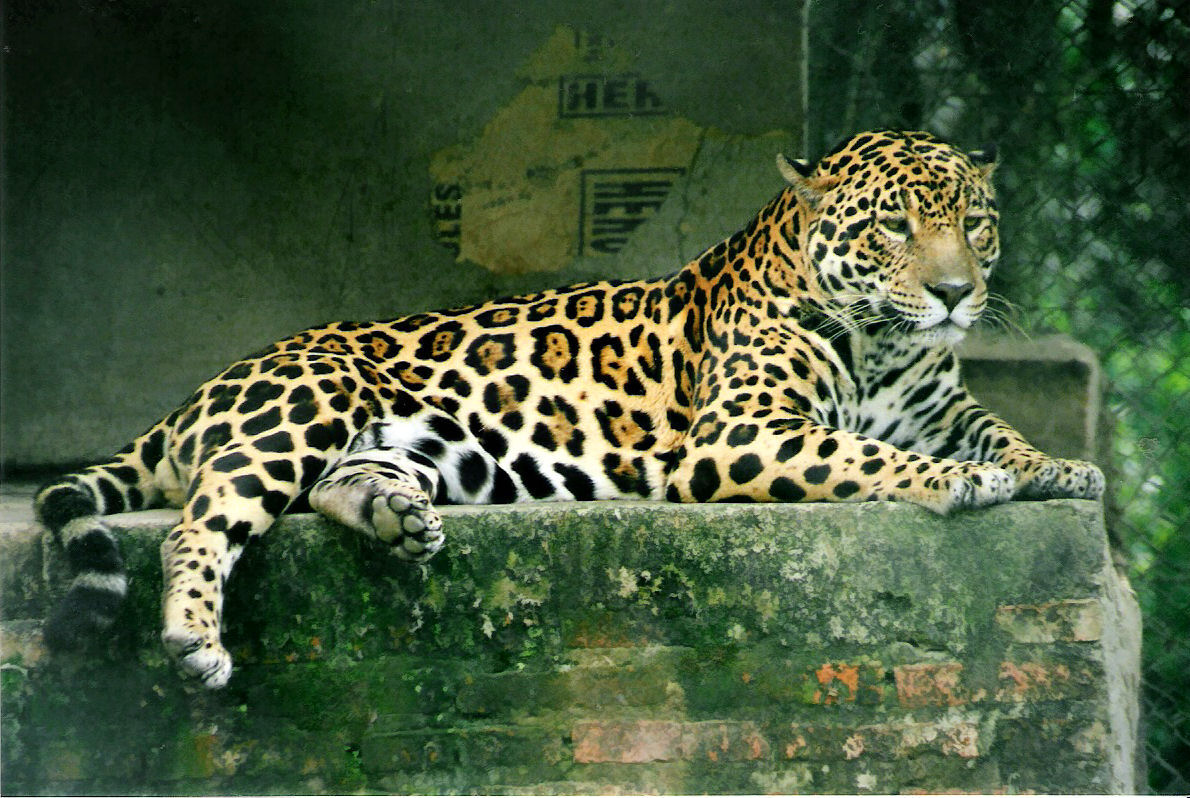
Jaguar

### Fauna
Er leven veel verschillende soorten apen, de brulaap is de luidste. De jaguar, die de grootste en bekendste katachtige is van Zuid-Amerika, komt ook hier voor. In het hoogland leven de lama en de alpaca (een soort kameel). De grootste slang van Peru is de anaconda, die wel acht meter lang kan worden. Een andere grote wurgslang is de boa constrictor. In het water kun je een brilkaaiman tegenkomen en kleurige pijlgifkikkers. Ook de condor, met een spanwijdte van drie meter, is te vinden in Peru.

### Flora
Op de woestijnachtige kuststrook groeien vooral cactussen en succulenten; en in het noorden zijn er mangrovebossen. In de Andes en haar valleien groeien agaves, bromelia's, orchideeën en maïs. In het tropisch regenwoud komen de grootste bomen voor, met een bereik van 60-70 meter.
In het zuidoosten van het Amazonegebied ligt het Nationaal park Manú (Spaans: Parque Nacional del Manu). Dit is een van de grootste natuurparken ter wereld. Het park beschikt over tien procent van alle vogel- en plantensoorten van de wereld en maakt deel uit van het werelderfgoed. In het park wonen ook enkele indianenstammen.

### Beschermde natuurgebieden

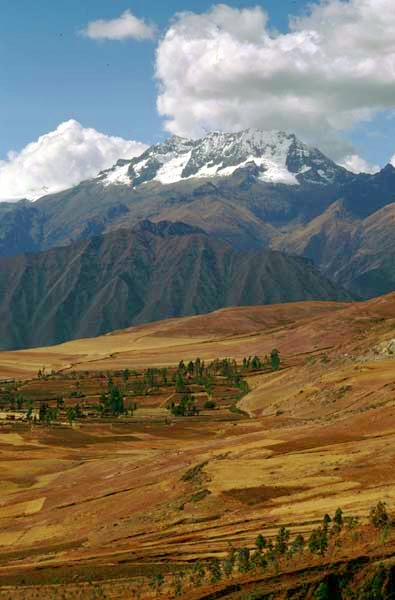
De Sierra bij Cuzco

Voor uitgebreide lijsten, zie nationale parken en andere natuurgebieden
De grootste areas naturales protegidas (ANP), nationaal bestuurd:
- Alto Purus, 25.107 km², nationaal park (parque nacional)[8]
- Pacaya - Samiria, 20.800 km², ecosysteem (reserva nacional)[9]
- Parque Nacional del Manu, 17.163 km², nationaal park (parque nacional), Werelderfgoed
- Sierra del Divisor, 13.545 km², nationaal park (parque nacional)
- Nationaal Park Cordillera Azul, 13.532 km², nationaal park (parque nacional)
- Bahuaja - Sonene, 10.914 km², nationaal park (parque nacional)
- Pucacuro, 6380 km², ecosysteem (reserva nacional)
- El Sira, 6164 km², ecosysteem (reserva comunal)
- Subcuenca del Cotahuasi, 4906 km², beschermd landschap (reserva paisajística)
- Matsés, 4206 km², ecosysteem (reserva nacional)
- Amarakaeri, 4023 km², ecosysteem (reserva comunal)
- Reserva Nacional de Salinas y Aguada Blanca, 3669 km², ecosysteem (reserva nacional)
- Huascarán, 3400 km², nationaal park (parque nacional), Werelderfgoed
- Reserva Nacional de Paracas, 3350 km², ecosysteem (reserva nacional)
- Otishi, 3060 km², nationaal park (parque nacional)

Er zijn vijf biosfeer-reservaten:
- Reserva de Biosfera Gran Pajatén (25.097 km²), met als kern het Parque Nacional Río Abiseo
- Reserva de Biosfera del Manu (24.390 km²)[11][12], met als kern het Nationaal park Manú.
- Reserva de Biosfera Oxapampa-Ashaninka-Yanesha (18.017 km²), met als kern het Parque Nacional Yanachaga Chemillén.
- Reserva de Biosfera Huascarán (11.558 km²), met als kern het Nationaal park Huascarán.
- Reserva de Biosfera Noroeste Amotapes-Manglares (11.159 km²), deel van Reserva de Biosfera Bosques de Paz (grensoverschrijdend, 16.170 km² totaal).

## Bevolking en demografie

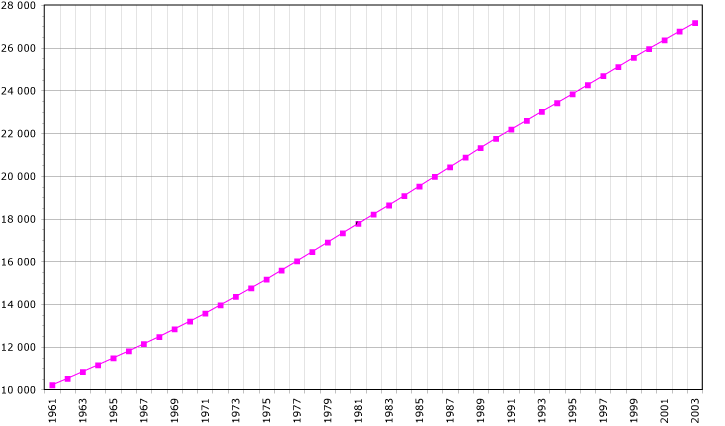
Bevolkingsontwikkeling (in duizenden) tussen 1961 en 2003 (FAO, 2005)

### Bevolkingssamenstelling
Peru telt 31.914.989 (2020) inwoners, waarvan 45% indianen (indigena), 37% mestiezen (mestizo), 15% Europeanen en 3% Afrikanen, Japanners en Chinezen (2006). Zie ook de gegevens van de volkstelling in 2005. De levensverwachting bedraagt 68 jaar voor de mannen en 71 jaar voor de vrouwen (2006). In Peru wonen relatief veel immigranten uit Japan: de peruano-japonés of nipo-peruano.

### Taal
Het Spaans is de officiële taal. In gebieden waar het Quechua en het Aymara sterk staan zijn zij co-officieel, dus naast het Spaans. De helft van de bevolking had deze twee indiaanse talen als moedertaal, maar door de verstedelijking is dat aandeel de afgelopen decennia sterk gedaald. Het Quechua en het Aymara worden vooral gesproken in de Andes, waar de indianen het talrijkst zijn. Tegenwoordig wordt er op de Peruaanse scholen ook Engels gegeven.

### Religie
De grondwet van 1933 voorziet in scheiding van Kerk en Staat en godsdienstvrijheid, daarvoor was het katholicisme de staatsgodsdienst. Zo'n 80% van de Peruvianen is katholiek. Peru heeft zeven aartsbisdommen met twaalf bisdommen, veertien vrije prelaturen en acht apostolische vicariaten. De oudste bisdommen zijn Cuzco (1538) en Lima (1540), dat in 1546 tot aartsbisdom werd verheven. Ongeveer 9% van de bevolking is protestants (Evangelische Peruaanse Kerk, pinkstergroepen en zevendedagadventisten). (volkstelling 2016)

## Politiek
- President: Dina Boluarte (onafhankelijk)
- Premier: Gustavo Adrianzén (onafhankelijk)
- Lidmaatschappen: APEC en OAS
- Politieke partijen: Zie Lijst van politieke partijen en allianties in Peru

## Cultuur en bezienswaardigheden

### Bezienswaardigheden
Door zijn rijke geschiedenis en afwisselende landschap heeft Peru vele bezienswaardigheden te bieden, waarvan enkele wereldberoemd zijn. Zie ook de Peruaanse monumenten op de Werelderfgoedlijst.

#### Ballestaseilanden
Vlak bij de kust van Peru liggen de Ballestaseilanden waar veel zeevogels voorkomen, zoals jan-van-genten en pinguïns, en zeeleeuwen.

#### Chan Chan
De ruïnestad Chan Chan kenmerkt zich door de overblijfselen van negen grote lemen paleizen. Te bezoeken is alleen het paleis van het Tschudi-complex, bestaande uit een plein en meerdere zalen. Chan Chan staat op de werelderfgoed lijst van UNESCO, maar wel als bedreigd erfgoed. Van de negen paleizen is alleen het zogenaamde paleis van Tschudi goed bewaard gebleven.

#### Caral

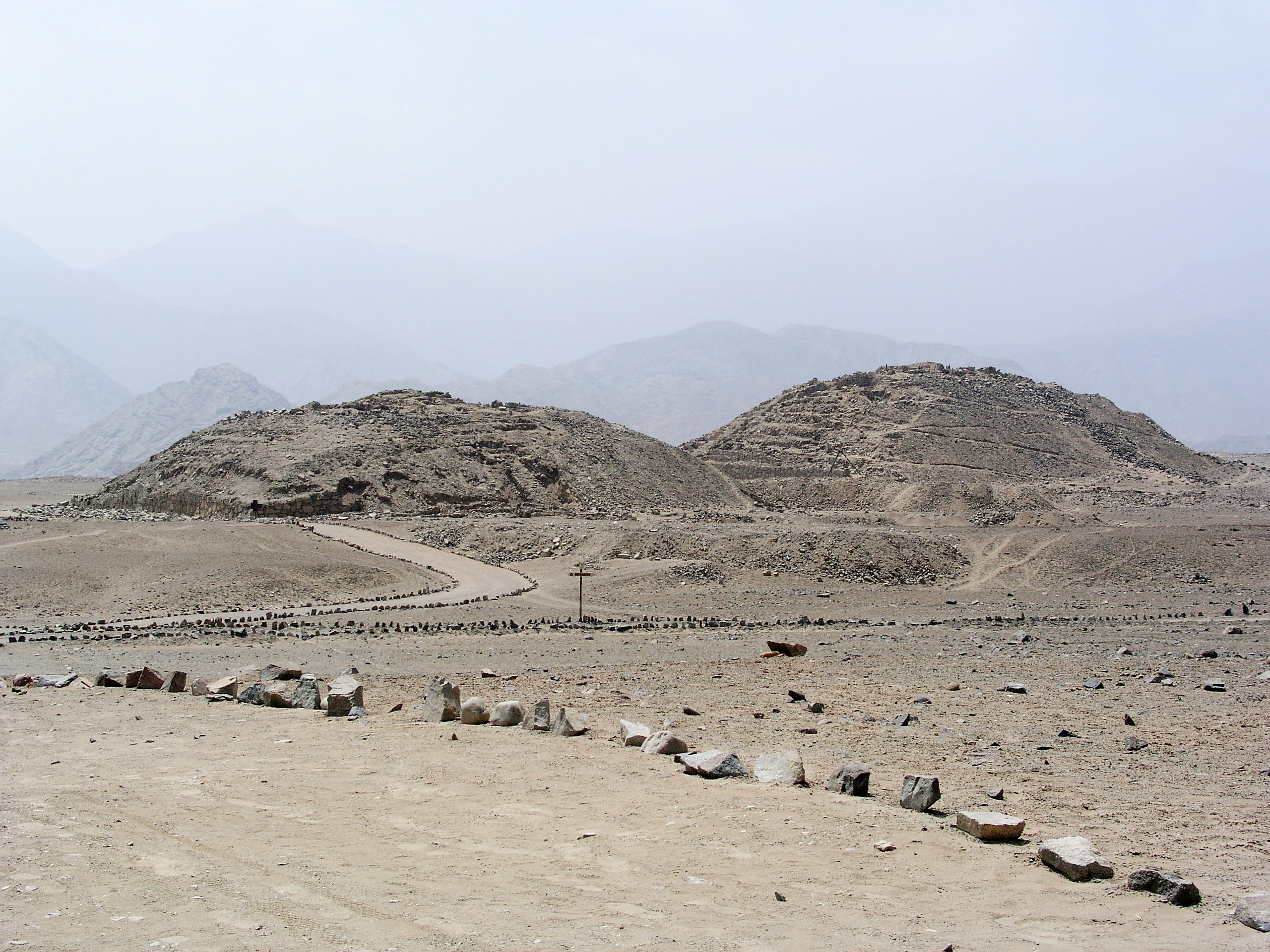
De piramiden van Caral

Caral is de oudst bekende stad van Amerika. Het is gelegen in een vallei, 200 km ten noorden van Lima. Het oudste bouwwerk van de Caral is een piramide die dateert uit de derde eeuw voor Christus.

#### Cuzco
Cuzco was de vroegere hoofdstad van de Inca's. De oorspronkelijke plattegrond had de vorm van een poema met als kop de tempels van Sacsayhuamán. De Spanjaarden hebben de Incagebouwen grotendeels vernield, maar veel fundamenten worden nog gebruikt voor moderne doeleinden. Intrigerend is, dat de Inca's grote ongelijkvormige rotsblokken gebruikten, die zij naadloos en zonder gebruik van cement op elkaar stapelden.
In de nabijheid van Cuzco zijn vele oude heilige plaatsen, waarvan Sacsayhuamán (sexy woman voor toeristen) de bekendste is. Dit tempelcomplex zou geheel met goud bekleed zijn geweest.

#### Hoogvlakte
De hoogvlakte van Peru ligt op een hoogte van 4.000 tot 6.000 meter boven zeeniveau. Hierdoor is de lucht een stuk ijler en het is er ook niet zo warm. Tegen de hoogteziekte kauwen de Peruanen cocabladeren. Deze cocabladeren kunnen overigens ook gebruikt worden als basis voor de drug cocaïne.
Op sommige plaatsen zijn, met een beetje geluk, condors te zien.

#### Lima
Als hoofdstad van Peru biedt Lima onder andere bezienswaardige musea. Een noemenswaardig museum is het goudmuseum, waarin diverse voorwerpen van oude indianenculturen en gouden objecten te zien zijn.

#### Machu Picchu
Machu Picchu is een stad van de Inca's die de Spanjaarden nooit gevonden hebben en daardoor niet is vernietigd. Er is in deze stad veel van de Inca-beschaving terug te vinden. De naam Machu Picchu betekent letterlijk Oudeman Hoogte, in het Quechua. Toeristen kunnen via de Inca trail in vier dagen in Machu Picchu aankomen. Er wordt daarbij een pas van 4200 m gepasseerd.

#### Nazcalijnen
De Nazcalijnen zijn een aantal midden in de woestijn gelegen eeuwenoude figuurtekeningen in het zand. Deze figuren zijn alleen vanuit de lucht goed te zien. Er zijn veel verschillende theorieën over het ontstaan van de figuren. Er is nog geen duidelijkheid over.

#### Titicacameer

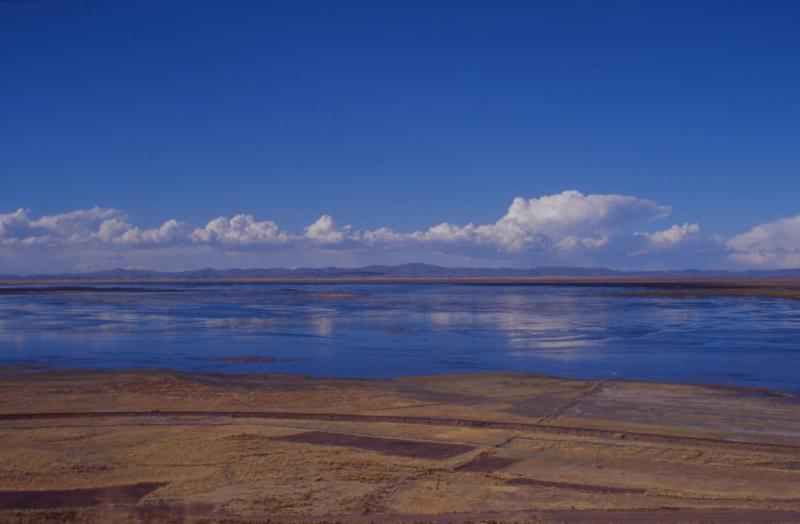
Het Titicacameer

Het Titicacameer is op ca. 3800 meter hoogte het hoogst bevaarbare meer ter wereld. Eerder woonden op dit meer de Uros op rieten eilandjes, dit verblijf heeft nu enkel nog een toeristische functie. Ook liggen er in het meer enkele bewoonde eilandjes, o.a Amantaní, waar voornamelijk Aymara-indianen wonen. Toeristen kunnen tijdens een georganiseerde toer voor een nacht bij deze mensen verblijven en ervaren hoe het leven hier is. Het meer ligt voor een deel in Peru en voor een deel in Bolivia.

#### Tropisch regenwoud
Peru kent een zeer afwisselend landschap. Enerzijds is er de woestijn aan de kust, anderzijds zijn er de hoogvlaktes, maar ook heeft Peru tropische regenwouden. Het regenwoud kan op enkele plekken in Peru bezocht worden. Bepaalde gebieden zijn uitgeroepen tot nationaal park.

### Peruaanse keuken

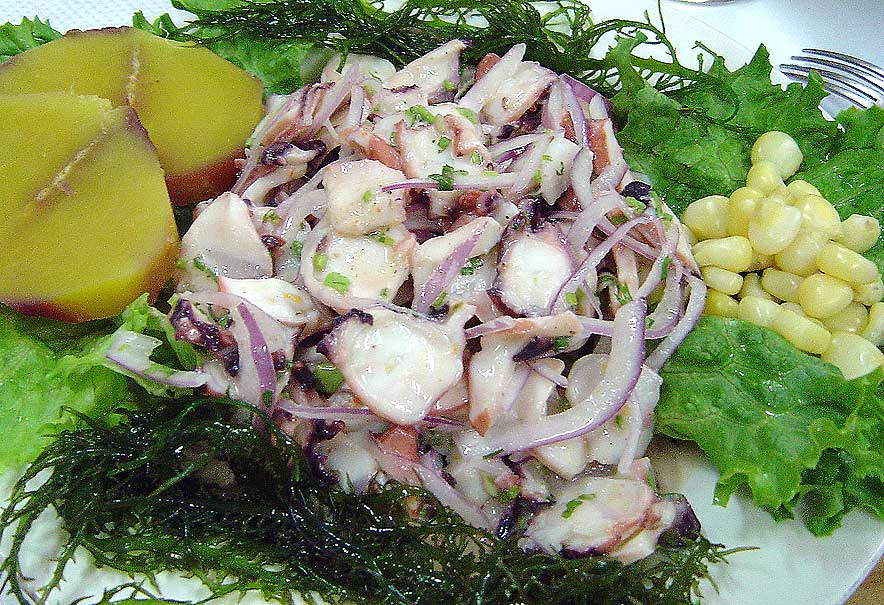
Ceviche, een zeer populair gerecht in Peru

De Peruaanse keuken wordt beschouwd als een van de meest gevarieerde van de wereld, en heeft een record van grootste variëteit aan typische gerechten (491). Peru beschikt over een gastronomie van vier continenten in één land. Het heeft ongeveer 2000 verschillende soepgerechten en 250 traditionele desserts.

### Feestdagen
In 2021 viert Peru zijn 200-jarige onafhankelijkheid met meerdere festiviteiten.

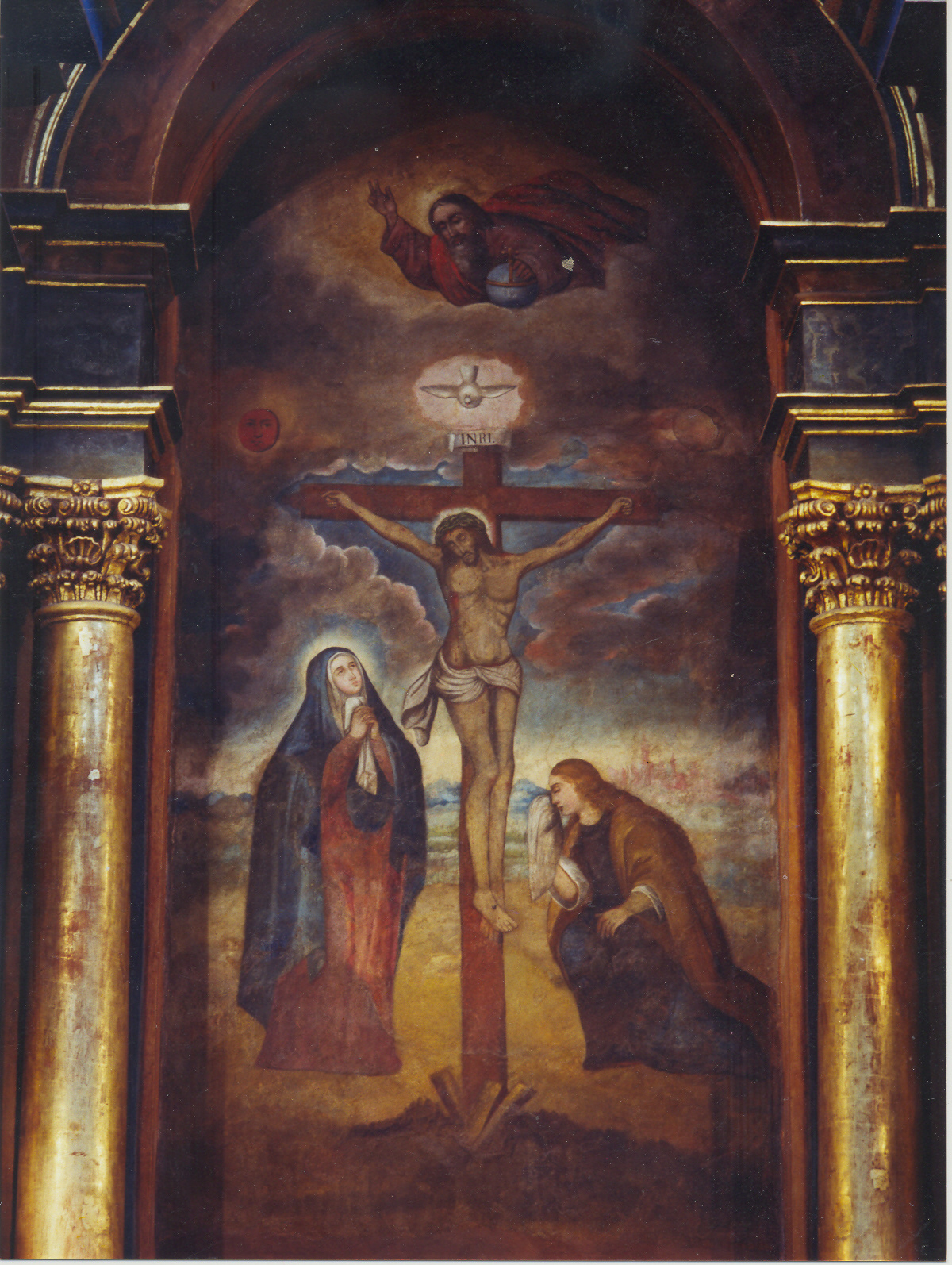
Jezus "Maand van de Señor de los Milagros"

| Datum       | Naam                                                    |
| ----------- | ------------------------------------------------------- |
| 1 januari   | Nieuwjaar                                               |
| maart-april | Goede Week                                              |
| 1 mei       | Dag van de Arbeid                                       |
| 29 juni     | San Pedro en San Pablo (Hoogfeest van Petrus en Paulus) |
| 6 juli      | Día del maestro                                         |
| 7 juni      | Slag van Arica                                          |
| 24 juni     | Día del Campesino                                       |
| 28 juli     | Nationale feestdag                                      |
| 30 augustus | Santa Rosa de Lima                                      |
| oktober     | Maand van de Señor de los Milagros                      |
| 8 oktober   | Zeeslag van Angamos                                     |
| 1 november  | Allerheiligen                                           |
| 2 november  | Dag van de Doden                                        |
| 8 december  | Dag van de Onbevlekte Ontvangenis                       |
| 9 december  | Slag van Ayacucho                                       |
| 25 december | Kerstmis                                                |

## Economie
In Peru bestaan verschillende economische systemen naast elkaar. Vooral de mensen op het platteland, in de bergdalen en op het Hoogland van Bolivia kennen een ruilsysteem en voorzien in hun eigen behoeften. Politieke onrusten en onzekerheden belemmeren buitenlandse investeringen en Peruaans privékapitaal ontbreekt ook.
30% van alle Peruanen leeft onder de armoedegrens. De twee pijlers van de Peruaanse economie zijn visserij en mijnbouw.
- Landbouw: 30% van de bevolking leeft van de landbouw. Deze is nauwelijks gemechaniseerd. De belangrijkste exportproducten zijn rietsuiker, katoen, koffie, coca en rijst. De hooggelegen terrassen worden nog steeds op de Incamethode bebouwd. De velden zijn meestal klein en gelegen op een steile helling. De lange vorst en de korte groeiperiodes bemoeilijken de landbouw.
- Visserij: ansjovis, visolie en vismeel (goed voor 24% van de export).
- Delfstoffen: koper, zink, goud, zilver, aardolie.
- Industrie: textiel, voedingsmiddelen, chemie, metaal.

In 2011 was Peru een van de oprichters van de Pacifische Alliantie. Met Chili, Colombia en Mexico vormt Peru een handelsblok.

### Energie
In 2010 is een fabriek voor het maken van vloeibaar aardgas in gebruik genomen. Het Peru LNG-project vergde een investering van 3,8 miljard dollar en kan per jaar 4,4 miljoen ton lng produceren. Het aardgas komt uit de Camisea-gasvelden en wordt over een afstand van 408 kilometer per pijplijn naar de fabriek vervoerd. Door de verkoop van lng nemen de overheidsinkomsten van Peru met circa 320 miljoen dollar per jaar toe.
In 2014 produceerde het land 27 miljoen ton olie-equivalent (Mtoe), voor 84% fossiele en 16% duurzame energie. (1 Mtoe = 11,63 TWh, miljard kilowattuur). Dat was meer dan nodig voor de energievoorziening, het TPES (total primary energy supply): 24 Mtoe. Het land exporteerde 2 Mtoe olie en gas meer dan het importeerde.
Van de energie ging ongeveer 6 Mtoe verloren bij conversie in de energie industrie. Voor eindgebruikers resteerde 17 Mtoe waarvan 3,4 Mtoe = 40 TWh elektriciteit die voor 50% met waterkracht opgewekt werd.
De uitstoot van koolstofdioxide was 48 megaton, dat is 1,5 ton per persoon, veel minder dan het wereldgemiddelde van 4,5 ton per persoon.
In 2006 begon de bouw van de Limón-dam in de rivier de Huancabamba in het noordwesten van Peru ten zuiden van Guabal. In 2009 kwam ze gereed. De waterkrachtcentrale kan jaarlijks 4000 GWh aan elektriciteit produceren. Het water in het stuwmeer wordt van de oost- naar de westkant van de Andes getransporteerd door een 19 km lange tunnel voor irrigatie van 150.000 ha landbouwgrond in de omgeving van Olmos.

## Verkeer en vervoer
De hoofdstad Lima heeft de internationale luchthaven Jorge Chávez met binnenlandse vluchten naar de grote steden. Er zijn twee spoorwegnetten, een van Mollendo naar Arequipa. De spoorlijn van Cuzco naar Puno en het Titicacameer staat open voor reizigers. Het busvervoer is goed in Peru, er zijn busstations in Lima, Trujillo, Chimbote, Arequipa, Puno (Titicacameer) en Cuzco.

## Bekende Peruvianen
- Pachacuti († ca. 1471), heerser

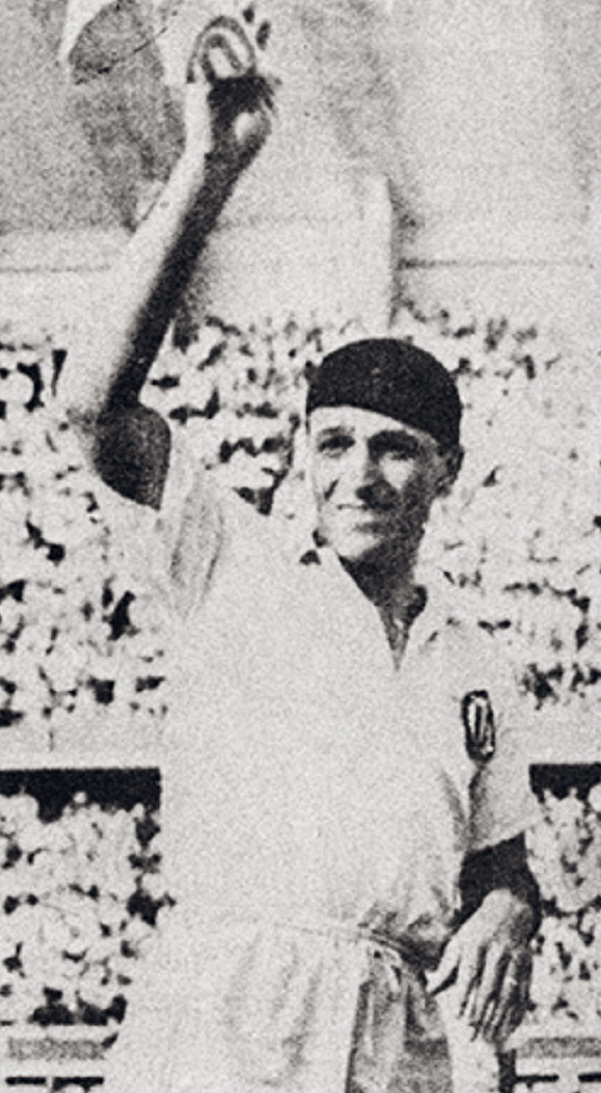
Teodoro Fernández

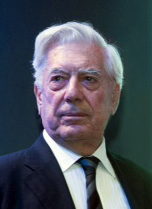
Mario Vargas Llosa

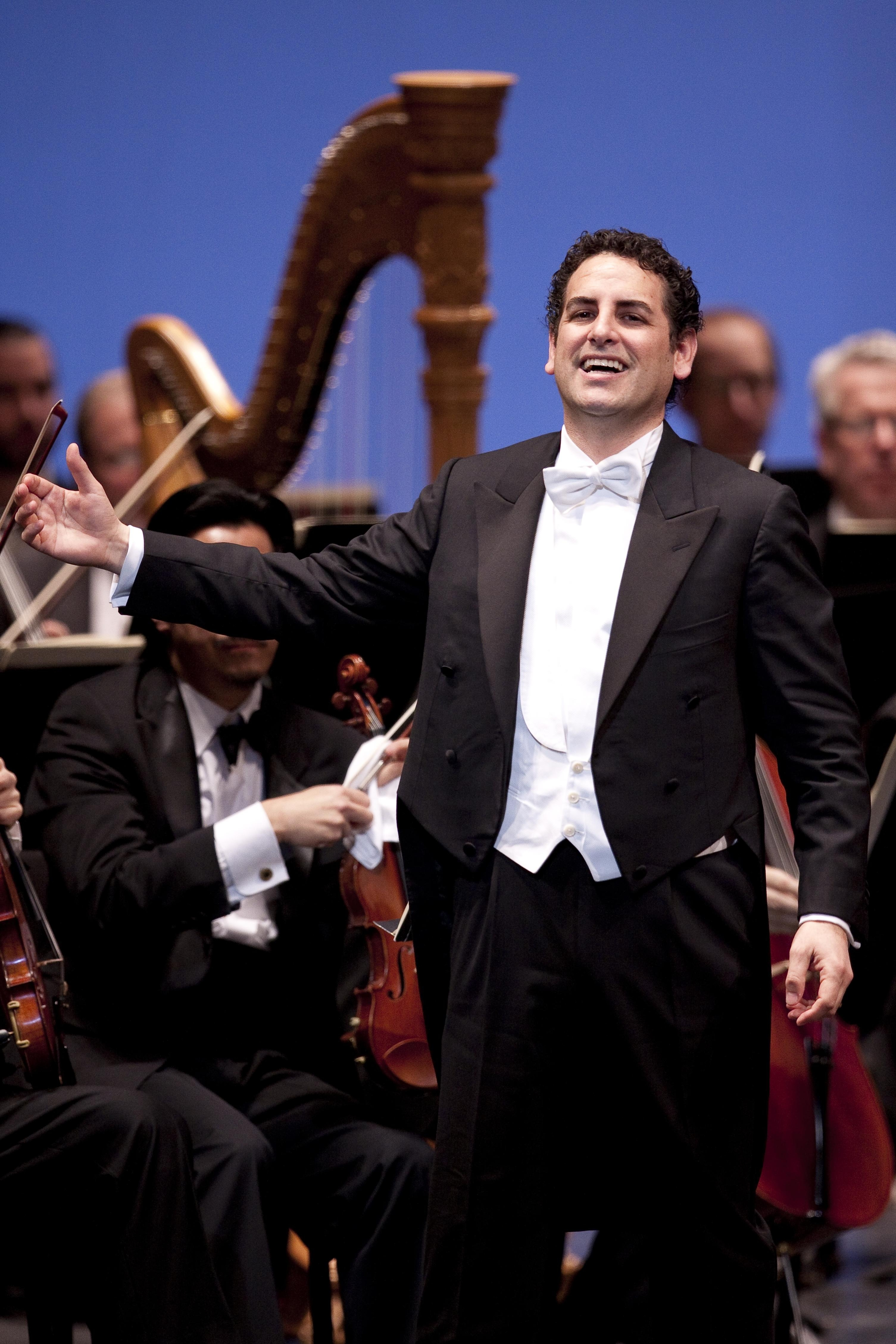
Juan Diego Flórez

- Túpac Amaru (ca. 1537-1572), heerser
- Teodoro Fernández (1913-1996), voetballer
- Yma Súmac (1922-2008), zangeres
- Gustavo Gutiérrez (1928-2024), grondlegger van de bevrijdingstheologie, dominicaan
- Mario Vargas Llosa (1936-2025), schrijver
- Alberto Fujimori (1938-2024), president
- Teófilo Cubillas (1949), voetballer
- Heddy Honigmann (1951-2022), regisseur
- Mario Testino (1954), fotograaf
- Tongo (1957-2023), singer-songwriter, komiek en politicus
- Sergio Bambaren (1960), schrijver
- Gastón Acurio (1967), chef-kok
- Juan Diego Flórez (1973), opera-tenor (bel canto)
- Claudio Pizarro (1978), voetballer
- María García (1983), Miss World 2004
- Jefferson Farfán (1984), voetballer
- Reimond Manco (1990), voetballer